# Операція молекулярної машини
Операція молекулярної машини (англ. molecular machine operation, рос. операция молекулярной машины) — термодинамічний процес, при якому молекулярна машина змінює високоенергетичний передстан на низькоенергетичний післястан. До цих випадків відносять такі. Перед гібридизацією ДНК комплементарні нитки мають відносно високу потенціальну енергію, після гібридизації молекули стають нековалентно зв'язаними і їх енергія знижується. Операція молекулярної машини у випадку родопсину, чутливого до світла пігменту ока, полягає в переході від стану післяпоглинання фотона в інший стан зі зміненою конфігурацією (тут ми бачимо спалах). Операцією молекулярної машини у випадку актоміозину (актин та міозин — компоненти м'язу) є перехід гідролізованої молекули до молекули, що змінює конфігурацію (в цьому випадку м'яз рухається).